# Cratere Hutton (Luna)
Hutton è un cratere lunare di 45,17 km situato nella parte nord-occidentale della faccia nascosta della Luna.
Il cratere è dedicato al geologo scozzese James Hutton.

## Crateri correlati
Alcuni crateri minori situati in prossimità di Hutton sono convenzionalmente identificati, sulle mappe lunari, attraverso una lettera associata al nome.
| Hutton | Coordinate             | Diametro (in km) |
| ------ | ---------------------- | ---------------- |
| P      | 35°31′12″N 167°21′36″E | 42,42            |
| W      | 38°55′12″N 166°42′36″E | 22,26            |